# Tim Plester
Tim Plester (Banbury, 10 settembre 1970) è un attore, sceneggiatore e regista britannico.

## Biografia
Nato a Banbury, nel nord dell'Oxfordshire, ha studiato teatro al Dartington College of Arts di Devon.
Nel 2007 esordisce come regista nel cortometraggio English Language (With English Subtitles), presentato al Los Angeles Film Festival. Nel 2011 ha scritto e diretto, in collaborazione con Rob Curry, il film documentario Way of the Morris, incentrato sul tradizionale ballo del Morris, presentato in anteprima al festival 5 000 Morris Dancers presso la Purcell Room del Southbank Centre di Londra. Il documentario è stato poi proiettato all'edizione 2011 del SXSW Festival di Austin, Texas, e nei cinema britannici nel settembre 2011, distribuito dalla Fifth Column Films. Way of the Morris ha ottenuto un ottimo successo di critica. Come sceneggiatore si ricordano anche vari cortometraggi diretti da Ben Gregor come Ant Muzak (2002), con Nick Moran e Mackenzie Crook, vincitore del premio del pubblico al Sydney Film Festival 2003, Blake's Junction 7 (2004), con Mackenzie Crook e Martin Freeman, presentato all'Edinburgh International Film Festival, e World of Wrestling (2007), con Mackenzie Crook, Miranda Hart e Kris Marshall.
Per il teatro si ricordano invece le sue opere Dakota (Festival di Edimburgo 1995), Mad Dog Killer Leper Fiend (Festival di Edimburgo 1996) e Yellow Longhair (Oval House Theatre 2000).
Tra i suoi ruoli più noti come attore vi sono le sue partecipazioni a serie televisive come Dalziel and Pascoe, Happiness e Wolf Hall. Nel 2013 e nel 2016 ha interpretato il ruolo di Walder Rivers, figlio di Walder Frey, nella terza e nella sesta stagione della serie televisiva HBO Il Trono di Spade.
Nel 2018 interpreta Roy Thomas Baker, tecnico del suono e producer dei Queen, nel film Bohemian Rhapsody diretto da Bryan Singer.

## Filmografia parziale

### Attore

#### Cinema
- Shooters, regia di Glenn Durfort e Colin Teague (2002)
- Below, regia di David Twohy (2002)
- I'll Sleep When I'm Dead, regia di Mike Hodges (2003)
- It's All Gone Pete Tong, regia di Michael Dowse (2004)
- Land of the Blind, regia di Robert Edwards (2006)
- Irina Palm - Il talento di una donna inglese (Irina Palm), regia di Sam Garbarski (2007)
- Control, regia di Anton Corbijn (2007)
- Magicians, regia di Andrew O'Connor (2007)
- The Boat People, regia di Rob Curry (2007)
- Shifty, regia di Eran Creevy (2008)
- Letti sfatti (Unmade Beds), regia di Alexis Dos Santos (2009)
- Kick-Ass, regia di Matthew Vaughn (2010)
- London Boulevard, regia di William Monahan (2010)
- Swinging with the Finkels, regia di Jonathan Newman (2011)
- Lockout, regia di James Mather e Stephen St. Leger (2012)
- Love Me till Monday, regia di Justin Hardy (2013)
- Closer to the Moon, regia di Nae Caranfil (2013)
- Cuban Fury, regia di James Griffiths (2014)
- Bone in the Throat, regia di Graham Henman (2015)
- Captain Webb, regia di Justin Hardy (2015)
- Remainder, regia di Omer Fast (2015)
- Bjudlocket, regia di Bengt Persson e Melker Sundén (2016)
- 55 passi (55 Steps), regia di Bille August (2017)
- Bohemian Rhapsody, regia di Bryan Singer (2018)
- Natale con Bob (A Gift from Bob), regia di Charles Martin Smith (2020)

#### Televisione
- The Residents – serie TV, 1 episodio (2001)
- Dalziel and Pascoe – serie TV, 2 episodi (2002)
- Happiness – serie TV, 12 episodi (2001-2003)
- Testimoni silenziosi (Silent Witness) – serie TV, 3 episodi (2003)
- Casualty – serie TV, 3 episodi (2003-2004)
- Sea of Souls – serie TV, 2 episodi (2004)
- Murder City – serie TV, 3 episodi (2004-2006)
- Metropolitan Police (The Bill) – serie TV, 2 episodi (2004, 2009)
- Hustle - I signori della truffa (Hustle) – serie TV, 1 episodio (2006)
- Murphy's Law – serie TV, 3 episodi (2007)
- Doctors – serial TV, 3 puntate (2007-2019)
- City of Vice – serie TV, 1 episodio (2008)
- Doctor Who – serie TV, 1 episodio (2010)
- Il Trono di Spade (Game of Thrones) – serie TV, 6 episodi (2013-2016)
- WPC 56 – serie TV, 5 episodi (2013-2014)
- Pramface – serie TV, 2 episodi (2014)
- Galavant – serie TV, 3 episodi (2015)
- Wolf Hall – serie TV, 5 episodi (2015-2024)
- Cuffs – serie TV, 1 episodio (2015)
- After Life – serie TV, 5 episodi (2019)
- Tenebre e ossa (Shadow and Bones) – serie TV, episodi 2x02-2x03 (2023)
- I delitti della bella di notte (Moonflower Murders), regia di Rebecca Getward – miniserie TV, 3 puntate (2024)
- Andor – serie TV, episodio 2x09 (2025)

### Sceneggiatore
- Ant Muzak (2002) – cortometraggio
- Blake's Junction 7 (2005) – cortometraggio
- English Language (with English Subtitles) (2007) – cortometraggio
- World of Wrestling (2007) – cortometraggio
- Slaphappy (2008) – cortometraggio
- Way of the Morris (2011) – documentario
- Et In Motorcadia Ego! (2013) – cortometraggio

### Regista
- English Language (with English Subtitles) (2007) – cortometraggio
- Slaphappy (2008) – cortometraggio
- Way of the Morris (2011) – documentario
- Et In Motorcadia Ego! (2013) – cortometraggio
- Here We'm Be Together (2014) – documentario
- The Ballad of Shirley Collins (2015) – documentario

## Doppiatori italiani
Nelle versioni in italiano delle opere in cui ha recitato, Tim Plester è stato doppiato da:
- Claudio Ridolfo in I'll Sleep When I'm Dead
- Corrado Conforti in Lockout
- Leonardo Graziano ne Il Trono di Spade
- Oreste Baldini in After Life
- Roberto Accornero ne I delitti della bella di notte
- Gianluca Machelli in Andor